# Convento de San Luis (Tlalmanalco)
El Convento de San Luis se encuentra en Tlalmanalco, México. El convento fue comenzado a construir por la orden de los Franciscanos en 1533 siendo concluido durante la década de 1590.
El convento posee adyacente una capilla abierta, donde se celebraban ceremonias religiosas para evangelizar a la numerosa población indígena que moraba la zona. La capilla de Tlalmanalco fue construida hacia 1536. 

## Templo de San Luis Obispo
El templo de San Luis Obispo, junto con su Capilla Abierta adyacente fueron construidos en el siglo XVI por los Franciscanos como parte del Monasterio de San Luis. La primera iglesia fue construida por Fray Juan de Rivas la cual se inauguró en 1532. El complejo más grande fue construido entre 1585 y 1591. La iglesia posee una decoración relativamente simple solo con rosas en las jambas de las puertas principales. En la nave central, hay un relieve de grandes dimensiones de San Francisco con sus estigmas. La iglesia posee una sola nave con un espacio poligonal para el altar principal. Ello se encuentra cubierto por una bóveda de cañón con falsas costillas pintadas en el cieloraso. En el interior posee un suntuoso altar en barroco mexicano construido en cedro que representa la Visita a la Virgen María. Las pinturas de este altar son obra de Baltasar de Echave. El claustro posee frescos con escenas de flora y fauna y figuras humanas, y retratos de Martín de Valencia y Santa Clara. Fray Martín de Valencia falleció en Ayotzingo y se encuentra sepultado en la iglesia de Tlalmanalco.

## La capilla abierta

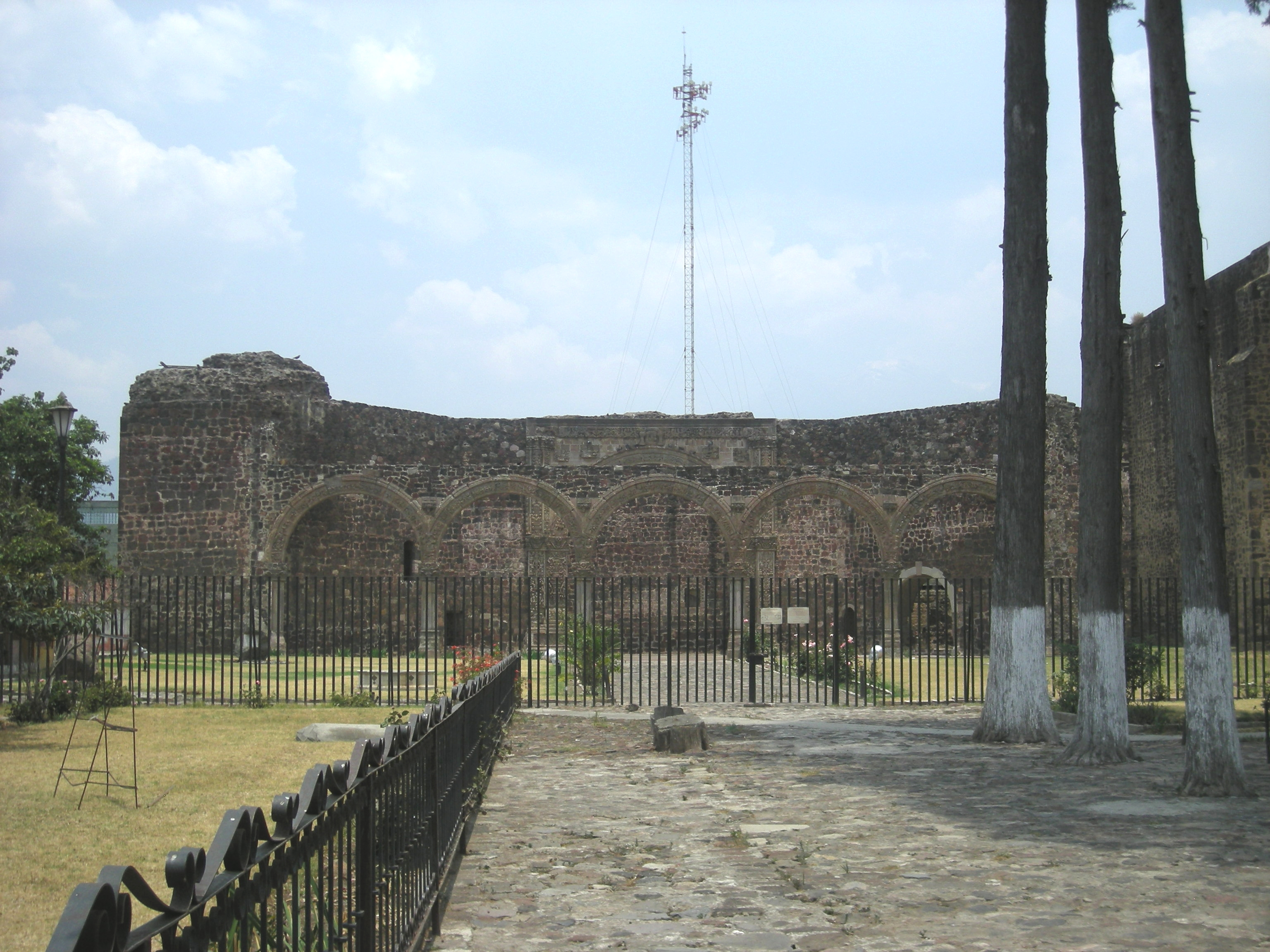
La Capilla Abierta.

Tlalmanalco fue uno de los primeros sitios en contar con una “capilla abierta,” y es uno de los pocos sitios que la conservan intacta. En esta capilla era donde se celebraba la misa para los nativos que de otra manera se negaban a entrar en los espacios cerrados oscuros propios de una capilla tradicional. La capilla abierta está construida en estilo barroco mexicano y está considerada un ejemplo interesante de arte “tequitqui”. La palabra “tequitqui” posee sus raíces en la lengua nahuatl, significa “vasallo.” Esta expresión se utilizaba para referirse a las obras artísticas, especialmente esculturas, sobre temas cristianos talladas por artesanos indígenas. La capilla abierta posee una planta trapezoidal, incompleta. Cinco arcos terminados con capiteles con relieves y un friso que sigue la forma de los arcos con figuras humanas. Los arcos estaban reservados para personas de elevado rango social. El arco detrás de ellos probablemente estuviera reservado para el altar. El interior es en estilos “proto-renacentista” y se encuentra decorado con motivos y figuras de estilo italiano que parecería representan bestiarios indígenas. Las imágenes comprenden atlantes, machos cabríos (para representar a la lujuria) y retratos de Fray Martín de Valencia y Santa Clara. La mezcla de motivos cristianos e indígenas han sido estudiadas y las imágenes parecen representar el choque entre la idolatría, asociada con el demonio y la cristiandad en competencia por el alma.